# Styrol-Butadien-Styrol-Copolymer
Styrol-Butadien-Styrol-Copolymer (Kurzzeichen SBS; auch Poly(styrol-butadien-styrol)) ist ein thermoplastisches Elastomer (TPE). Es besteht aus den Monomeren Styrol und Butadien und ist ein Blockcopolymer. Es zeigt Eigenschaften von einem Kunststoff und einem Gummi. Von Styrol-Butadien-Kautschuk, das die gleichen Monomere enthält, unterscheidet es sich durch die Blockstruktur.

## Verwendung
Styrol-Butadien-Styrol kann für Schuhsohlen, Klebstoffe und Reifenprofile verwendet werden oder als Modifizierungsmittel für Kunststoff und Asphalt. Zudem kann es zu Styrol-Ethylen-Butylen-Styrol-Copolymer (SEBS) hydriert werden.